# Échenilleur pie
Lalage leucopyga
Espèce
Statut de conservation UICN

 LC  : Préoccupation mineure
L'Échenilleur pie  (Lalage leucopyga) est une espèce de passereaux de la famille des Campephagidae.

## Description
C'est un passereau de taille moyenne (17 à 18 cm). Le mâle possède une livrée noire et blanche. La gorge, le ventre et les sous-caudales sont blancs, tandis que la tête, la nuque, le dos, la queue et le dessus des ailes sont noirs. Sur la tête, la limite entre le blanc et le noir passe par la charnière du bec et par les yeux. L'extrémité des rectrices est bordée de blanc. La femelle porte une livrée semblable dans des teintes plus marron.

## Habitat et répartition
On le trouve en Nouvelle-Calédonie, où sa sous-espèce Lalage leucopyga montrosieri est endémique, aux îles Salomon (sous-espèce L. l. makira) et au Vanuatu, où trois sous-espèces ont été décrites, L. l. simillima dans les îles du sud (Erromango, Tanna et Anatom), L. l. albiloris dans les îles centrales (Santo et Efate), et L. l. deficiens dans les îles du nord (les Banks et les Torrès). La sous-espèce de l'île Norfolk, Lalage leucopyga leucopyga, s'est éteinte en 1976.
Il s'accommode d'une large gamme de milieux forestiers, aussi bien humides que secs, comme les maquis et les savanes, dans les régions tropicales et subtropicales. En Nouvelle-Calédonie, on le rencontre très communément en forêt sèche.

## Alimentation
Il se nourrit principalement d'insectes.

## Nidification
Il niche pendant l'été austral, de novembre à janvier. Le nid, bâti en hauteur, est formé de brindilles maintenues par des fils d'araignée. La femelle pond deux œufs tachetés, qui sont couvés par les deux parents. Les petits sont élevés par le couple.